# Дубина језера
Дубина језера може бити максимална и просечна. Максимална дубина језера одређује се мерењем на терену. За мерење дубине мањих и плићих језера употребљава се нумерисана челична сајла са тегом на једном крају. Код већих језера дубине се мере Лукасовим дубиномером, који је на моторни погон. Данас је и он све мање у употреби, јер се користе ултразвучни дубиномери — ехолоти. За мерење дубина овим начином није потребно да се брод зауставља. Рељеф језерског дна аутоматски се исцртава. Ехолот ради на принципу кретања таласа кроз воду, одбијања са дна и доласка до пријемног уређаја на броду. Мерење дубина језера на већем броју места и профила неопходно је за израду изобатске карте, карте на којој су места истих дубина повезана затвореном линијом. Средња дубина језера израчунава се када се запремина језерске воде (W) подели са површином језера (F). Образац је следећи:
Hsr = W / F